# Isometra vivipara
Isometra vivipara is een haarster uit de familie Antedonidae.
De wetenschappelijke naam van de soort werd in 1917 gepubliceerd door Theodor Mortensen.